# Mobile Golf
 (mars 2020).
Si vous disposez d'ouvrages ou d'articles de référence ou si vous connaissez des sites web de qualité traitant du thème abordé ici, merci de compléter l'article en donnant les références utiles à sa vérifiabilité et en les liant à la section « Notes et références ».
Mobile Golf est un jeu vidéo de golf développé par Camelot Software Planning et édité par Nintendo sur Game Boy Color. Il n'est sorti qu'au Japon, le 11 mai 2001. Mobile Golf constitue le quatrième épisode de la série des Mario Golf et inclut des éléments de RPG. Bien que Mario ne soit pas dans le titre du jeu, celui-ci est jouable, tout comme d'autres personnages de la série Super Mario, comme Peach, Yoshi et Contremaître Spike